# Alba Flores
Alba González Villa, mais conhecida pelo seu nome artístico Alba Flores (Madrid, 27 de outubro de 1986) é uma atriz espanhola de ascendência cigana, conhecida principalmente por interpretar as personagens de Saray, em Vis a Vis, e Nairóbi, em La Casa de Papel.

## Biografia
É filha do músico e compositor Antonio Flores e da produtora de teatro Ana Villa. Seus avós paternos são os artistas Lola Flores e Antonio "El Pescaílla" González Batista,. É sobrinha das cantoras Lolita Flores, Rosario Flores e prima da atriz Elena Furiase.
Estudou interpretação desde os treze anos de idade. Seus primeiros papéis de destaque se deram em "Luna de miel en Hiroshima" e na versão cigana de Sonho de uma Noite de Verão. Estreou no cinema com o filme "El Calentito", dirigido por Chus Gutiérrez, sua estreia na televisão se deu na série "El comisario", em 2005.

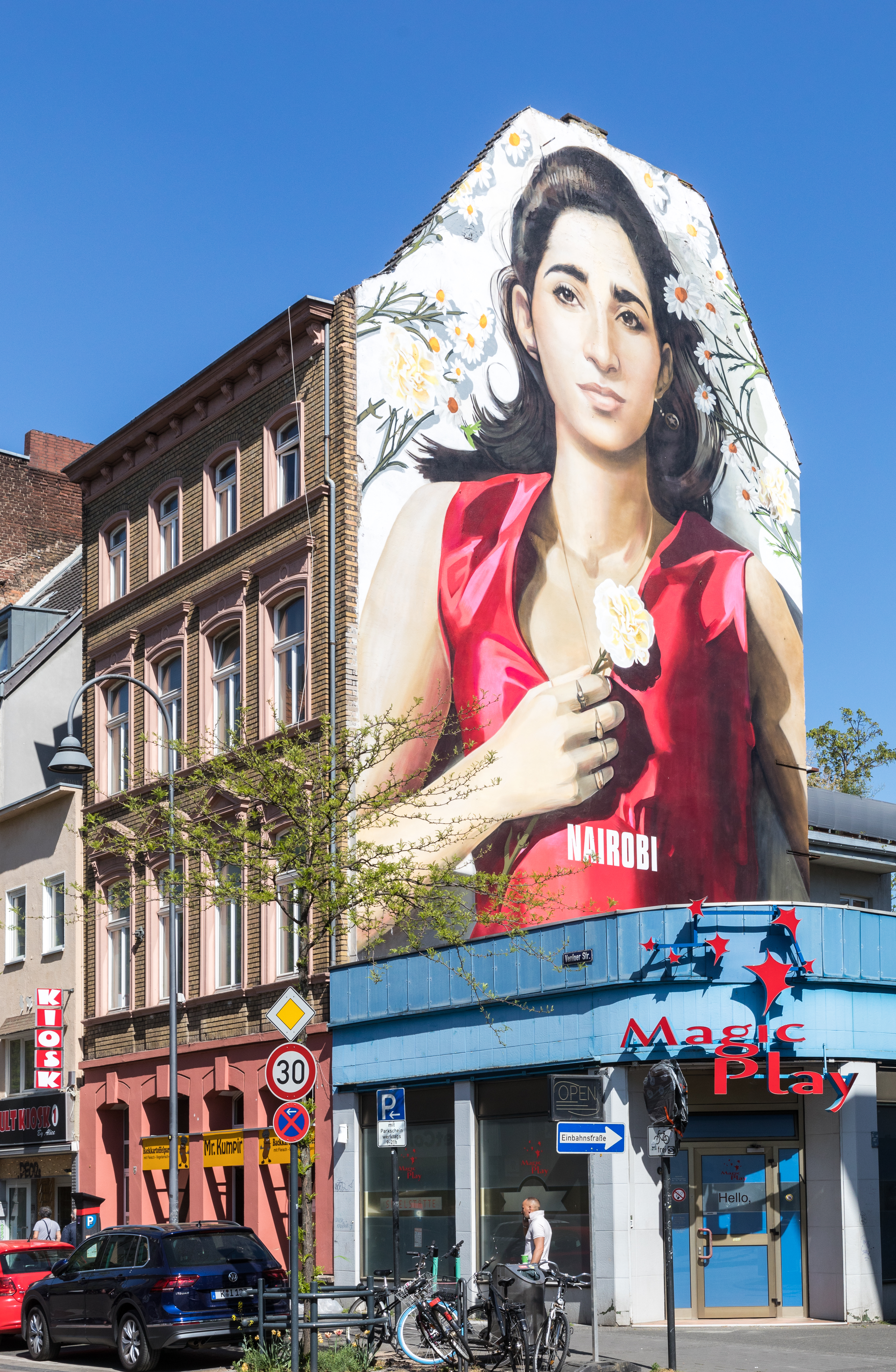
Mural de Nairobi na Colônia em Alemanha.

Em 25 de abril de 2017 apareceu com Úrsula Corberó no programa da televisão espanhola El hormiguero para anunciar o projeto La Casa de Papel onde aparece ao lado de Úrsula Corberó, Itziar Ituño, Pedro Alonso, Jaime Lorente e Miguel Herrán, que foi ao ar em 2 de maio daquele ano. A série viria a ser apresentada pela Netflix no ano seguinte. Com isso, no papel de Nairóbi, uma especialista em falsifição de dinheiro desde os 13 anos, a atriz alcançou projeção mundial. Alba Flores também aparece na série Vis a Vis ao lado de Najwa Nimri, que também tem um papel importante em La Casa de Papel.
Ela foi escalada para ser a protagonista da série Ulterior, um suspense de ficção científica cocriado por Alex Rodrigo, diretor de La Casa de Papel.

## Vida privada
Já namorou a cantora Ondina Maldonado por um período. 

## Filmografia

### Cinema
| Ano  | Título              | Papel         | Diretor                 | Notas |
| ---- | ------------------- | ------------- | ----------------------- | ----- |
| 2005 | El Calentito        | Amaya         | Chus Gutiérrez          |       |
| 2006 | Los managers        | Chica casting | Fernando Guillén Cuervo |       |
| 2015 | La memoria del agua | Carmen        | Matías Bize             |       |

### Séries de televisão
| Ano       | Série                    | Canal                 | Personagem              | Episódios                                         |
| --------- | ------------------------ | --------------------- | ----------------------- | ------------------------------------------------- |
| 2006      | El comisario             | Telecinco             | Sohara                  | 1 episódio                                        |
| 2008      | El síndrome de Ulises    | Antena 3              | Arabia Salazar          | 1 episódio                                        |
| 2013      | El tiempo entre costuras | Antena 3              | Jámila                  | 5 episódios                                       |
| 2013      | Vicente Ferrer           | Shamira               | Agustín Crespi          | Filme de televisão                                |
| 2014      | Cuéntame                 | La 1                  | Chelo                   | 1 episódio                                        |
| 2015-2019 | Vis a Vis                | Antena 3 / Netflix    | Saray Vargas de Jesús   | 39 episódios                                      |
| 2017-2021 | La Casa de Papel         | Antena 3 / Netflix    | Ágata Jiménez "Nairobi" | (Elenco Principal, Parte 1-4, Convidada, Parte 5) |
| 2020      | Vis a vis: El oasis      | FOX Espanha           | Saray Vargas de Jesús   | 1 episódio                                        |
| 2021      | Maricón perdido          | TNT Espanha / HBO Max | Lola                    | Elenco Principal                                  |
| TBA       | Sagrada familia          | Netflix               |                         | Elenco Principal                                  |

### Teatro
| Ano  | Obra                    | Autor                                     | Diretor(a)      |
| ---- | ----------------------- | ----------------------------------------- | --------------- |
| 2016 | La rosa tatuada         | Tennessee Williams                        | Carme Portaceli |
| 2016 | Drac Pack               | Najwa Nimri, Emilio Tomé e Carlos Dorrego | Fernando Soto   |
| 2017 | Troyanas                | Eurípides, versão de Alberto Conejero     | Carme Portaceli |
| 2019 | La excepción y la regla | Bertolt Brecht                            | Catalina Lladó  |